# Станчинский, Владимир Владимирович
Владимир Владимирович Станчинский (20 апреля 1882 — 29 марта 1942) — один из основателей советской экологии, известный орнитолог, активный деятель охраны природы и заповедного дела.

## Биография
Родился 20 апреля 1882 года в Москве в семье инженера-химика. Его отец, Владимир Николаевич, работал инспектором одной из текстильных фабрик Александровского уезда Владимирской губернии. Семья Станчинских дала родине не только выдающегося биолога, но и известного математика — В. М. Станчинского, а также выдающегося музыканта — А. В. Станчинского (брата Владимира Владимировича). В 1889 году отец купил у Л. П. Шестаковой-Глинки (сестры композитора) небольшое имение в Ельнинском уезде Смоленской губернии. Отец и мать были связаны с народовольческим движением, сам Владимир в гимназии и университете работал в марксистских кружках, был членом Исполнительного комитета студенческой революционной организации 3-го созыва.
После окончания в 1901 году Смоленской гимназии поступил на естественное отделение физико-математического факультета Московского Университета, где специализировался у академика М. А. Мензбира. Однако уже в 1902 году был исключён из университета за революционную деятельность. Эмигрировал в Германию, где продолжил свои научные занятия в Гейдельбергском университете под руководством О. Бючли. В 1906 году получил степень доктора философии по зоологии. Вернувшись в Москву, преподавал в частных гимназиях. Сдал экстерном все экзамены за полный курс университета. Стал ассистентом на кафедре зоологии Московского Сельскохозяйственного института. Проводил практические занятия, вёл научный студенческий кружок, преподавал орнитологию охотоведам. Проводил экскурсии в Подмосковье, Муганской степи и Ленкорани.
После 2-го съезда РСДРП вступил в партию меньшевиков, с которой не порывал до ноября 1917 года, имел партийную кличку «Мчанов». С 1915 по 1917 год служил в армии. В феврале 1917 года принимал активное участие в организации московской милиции, был избран комиссаром милиции. Весной 1917 года по поручению Временного правительства ездил с инспекционной поездкой по российской глубинке. Осенью его политическая деятельность заканчивается, и он целиком отдается науке.
О первых природоохранных действиях Станчинского известно, что в 1912 году он  участвовал в заседаниях Российского орнитологического комитета, занимавшегося охраной птиц и проектированием заповедников.
23 июля 1925 года по требованию украинской общественности, в заповедник Аскания-Нова Совнаркомом республики была направлена авторитетная комиссия, в которую вошёл и Станчинский. Вероятно, именно тогда, ознакомившись с Асканией-Нова, Станчинский и решил перебраться в заповедник, чтобы воплотить на практике многие из своих идей по организации экологических исследований.
В середине 1920-х годов Станчинский часто по заданию природоохранных органов РСФСР, Украины и Белоруссии занимался различными природоохранными вопросами, например, в Белоруссии обследовал колонии бобров.
В апреле 1929 года Станчинский стал заместителем директора по научной части заповедника Аскания-Нова, а через год также возглавил и кафедру зоологии позвоночных Харьковского университета.
Это был звездный час не только для самого Станчинского, но и для руководимого им научного отдела заповедника. Здесь впервые в стране широко стали проводиться биоценологические и экологические исследования, причём во многих разработках Станчинскому тогда не было равных в мире.
Станчинский добился необходимого финансирования, привлёк к работе в степи творческую молодежь. Он вошёл в состав Украинского комитета по охране памятников природы, редактировал «Бюллетень фитотехнической станции заповедника Аскания-Нова».
Станчинского волновали и вопросы заповедного дела, в частности, проведение в заповедниках научно-исследовательских работ.
Изучение природных условий, как естественной производительной силы, в настоящее время может считаться научно-поставленным только при условии комплексного исследования всех ее сторон в их динамике и противоречиях.
Комплексное исследование может быть только стационарным; оно может быть осуществлено только в особых научно-исследовательских институтах, специально оборудованных для таких исследований и расположенных в типичных местностях. Для понимания тех изменений в природных факторах, которые производятся человеком, необходима наличность достаточного числа, достаточной величины участков нетронутой рукой человека природы, как эталонов для сравнения.

Такими эталонами являются заповедные участки природы, расположенные на территории таким образом, чтобы охранять все характерные в народно-хозяйственном отношении районы, около них должны располагаться указанные выше научно-исследовательские институты, задачей которых должно быть научное разрешение природохозяйственных проблем района
Много раз Станчинскому приходилось отстаивать Асканию-Нову. 13 июня 1929 года коллегия Наркомзема Украины принимает решение передать 32000 га заповедной целины Укрсовхозобъединению для создания совхоза с пастбищно-зерновым типом хозяйствования. Станчинский срочно, 1 июля 1929 проводит заседание научного совета заповедника, на котором решено: «Внести срочное предложение наркомам: Земледелия и Просвещения УССР, Укрнауки УССР, Украинского комитета охраны памятников природы, Всеукраинской Академии наук, Всесоюзной Академии наук о необходимости пересмотра решения коллегии НКЗ УССР по поводу реорганизации заповедника». Сам Станчинский вместе с директором заповедника Ф. Ф. Бега отправился в Харьков. Их поддержал Наркомпрос УССР, Украинский комитет по охране памятников природы. Хозяйственники упирались. Дело было заслушано на заседании Совнаркома Украины, и заповедник удалось спасти.
В 1930 — начале 1933 года авторитет Станчинского в Наркомате УССР и Всеукраинской сельхозакадемии был чрезвычайно высок (учёный даже собирался вступить в партию). По сути, до 1932 года он стал научным руководителем не только Аскании, но и курировал работу других заповедников — Приморских, Каневского, Конча-Заспы, подчиненных отделу заповедников Всеукраинской сельхозакадемии, во главе которого стоял Станчинский. В июле 1932 года возглавлял комиссию по обследованию Каневского заповедника. Совместно с московским профессором А. Ф. Вангенгеймом собирался открыть в Аскании первую в Украине станцию по изучению засух. Входил в состав оргкомитета по созданию Всесоюзного общества охраны природы.
По инициативе Станчинского Аскания-Нова готовилась в сентябре 1931 года к проведению Всесоюзного съезда по охране природы, которому так и не суждено было там состояться.
В начале января 1930 года вместе с директором Аскании-Нова Ф. Ф. Бега Станчинский послал письмо Косиору, Петровскому и Чубарю с приложением на 113 страницах, в котором изложил перспективный план развития заповедника, обосновывая необходимость проведения экологических исследований, доводя об усилении охраны заповедного степи: «В этих условиях целинная степь Аскании, с обширным абсолютно-заповедным участком внутри ее становится безмерной мировой ценностью. Являясь эталоном естественных процессов, необходимых для сравнения с процессами, происходящими в природе под влиянием человека, абсолютно-заповедный участок требует к себе исключительно бережного отношения».
В мае 1930 года материалы по Аскании Станчинский и его ученики продемонстрировали на IV Всесоюзном съезде зоологов, анатомов и гистологов в Киеве. Зал с большим интересом выслушал сообщение асканийцев об экологических исследованиях.
«Открывается чрезвычайно большое и совершенно новое поле для плодотворных исследований. Это поле для исследования предстоит развивать молодой науке — экологии», — утверждал Владимир Владимирович (Станчинский, 1931).
Однако у Станчинского нашёлся грозный критик,  помощник Т. Д. Лысенко — И. И. Презент. Он выразил сомнение в правомочности существования экологии как науки. Владимир Владимирович достойно ответил на критику, показав всю некомпетентность высказываний Презента. Ну, а этого ему будущий сподвижник Лысенко, конечно, не простил.
Второй раз крупное столкновение между Станчинским и Презентом произошло в Ленинграде, в начале февраля 1932 года на I Всесоюзной Фаунистической конференции. На этот раз Презент чувствовал себя уже хозяином положения и набросился со злобной критикой на профессоров А. П. Семёнова-Тян-Шанского, Н. Н. Римского-Корсакова и Станчинского, выискивая в их докладах преимущественно «политические» ошибки. И на этот раз Станчинский пытался осторожно отвести обвинения.
С 1932 года учёный отошёл от руководства Аскании, редко там бывал, а жил в Харькове. Не способствовали асканийским делам и некоторые черты его характера, в частности, враждебное отношение к чужой инициативе (свидетельство С. И. Медведева).
В те годы по инициативе Станчинского произошла реорганизация заповедника "Аскания-Нова" в опытный институт — Степной институт, который вскоре (при участии животноводов, завоевавших твёрдые позиции) был реорганизован во Всесоюзный научно-исследовательский институт гибридизации и акклиматизации.
В этот период в различных журналах начинается огульная критика Станчинского. Так, один из деятелей украинского общества биологов-марксистов Е. А. Финкельштейн писал: «Надо вспомнить и проф. Станчинского. Он часто говорит, что он стоит на позициях диалектического материализма. Но, товарищи, можем ли мы взгляды проф. Станчинского считать взглядами диалектического материалиста? Его исходный тезис — это теория равновесия. Эта теория популярна среди работников ЭКОЛОГИИ и вредит и марксистско-ленинской реконструкции» (Финкельштейн, 1932). Осенью 1933 Владимир Владимирович должен был ехать в США на симпозиум, ему уже выдали документы. 6 ноября 1933 Станчинского пригласили в Харьковский ГПУ, оттуда он не вернулся.

### Приговор ОГПУ
Как показывают архивные материалы СБУ, уже в первой декаде октября 1933 года сотрудники Днепропетровского областного управления ГПУ стали арестовывать работников Аскании-Нова А. П. Гунали, С. И. Медведева, К. Е. Севок, всего 17 человек, затем ещё четверых. После первых же допросов 15 из них «признались» в участии в контрреволюционной асканийской организации, возглавляемой профессорами В. В. Станчинским, А. С. Серебровским, М. М. Завадовским. Но главной фигурой, против кого направлены показания, стал Владимир Владимирович.
А тем временем в Харькове отменили очередной пятый Всесоюзный съезд зоологов, анатомов и гистологов, который должен был организовать Станчинский осенью 1933, рассыпали наборы очередных номеров «Журнала экологии и биоценологии», издаваемого ученым (выходит только один его номер) .
Есть несколько версий создания «асканийского дела». По одним предположениям — оно возникло не без участия профессора-животновода М. Ф. Иванова, который, якобы, действовал с подачи Лысенко и Презента, которые посетили Асканию-Нову летом 1933, и который был явно не заинтересован в развитии в заповеднике экологического направления в ущерб животноводческому.
Ученик М. Ф. Иванова Л. К. Гребень, консультируя в середине 1950-х годов писателя В. Елагина, готовившего книгу о лидере животноводческого направления в Аскании-Нова профессоре М. Ф. Иванове, не возражал против написания эпизода, где Иванов дает чекистам «компромат» на асканийских экологов. Иванов вёл активную борьбу против Станчинского, а в 1935 году  прямо назвал его «злым гением Аскании-Нова» (Иванов, 1963).
С другой стороны, во всех 4-х томах «асканийского дела», хранящихся в архиве СБУ, не найдено каких-либо доносов. Практически все арестованные асканийцы имели в своих биографиях «черные» пятна (непролетарское происхождение, служба у белых, членство в различных партиях и т. д.). Из них-то и была «создана» ГПУ очередная контрреволюционная организация в сельском хозяйстве.
В 1933 году на Украине после печально известного январского (1933) Пленума ЦК и ЦКК ВКП(б), на котором Сталин дал указ искать вредителей-ученых в сельском хозяйстве, началась интенсивная «охота на ведьм» в различных сельскохозяйственных учреждениях республики: Наркомземе, сельхозакадемии, всех сельскохозяйственных вузах Украины, научных станциях, колхозах и совхозах.
9 августа 1933 ЦК КП(б)У и СНК УССР принимает совместное постановление «О борьбе Всеукраинской Академии сельхознаук в деле повышения урожайности», которая предусматривает проведение закрытой (негласной) чистки личного состава научно-исследовательских учреждений Всеукраинской Академии сельскохозяйственных наук в течение двух месяцев. Среди объектов будущей чистки был намечен и Институт акклиматизации и гибридизации Аскания-Нова.
Определённые задачи получили не только партийные органы, чиновники Наркомата рабоче-крестьянской инспекции, но и чекисты, которые, как правило, негласно входили в состав комиссии наркоматов, проводящие «чистки». Возможно, это и стало причиной ареста В. В. Станчинского и его коллег.

### «Признание» во вредительстве
Под пытками асканийцы «признавались» в подготовке терактов против Кагановича и Ворошилова, в связях с фашистской Германией в подготовке боевиков-повстанцев на базе заповедников Аскания-Нова, Конча-Заспа и Всеукраинского союза охотников и рыболовов, во  вредительстве в сельском хозяйстве, в организации сети заповедных участков на косах Азовского и Чёрного морей как плацдармов для высадки вражеского десанта, а I-й Всесоюзный съезд охраны природы в январе 1933 в Москве был под пытками представлен ими как совещание контрреволюционеров всех мастей.
Например, Станчинский «признался» в следующем:
Поставленные же мной теоретические проблемы экологии и биоценологии были совершенно оторваны от хозяйственнах требований. Подрывной характер имела поставленная мной проблема степи, как основная проблема Аскании-Нова еще потому, что она, подкупая своей логикой практической актуальности, обещала решение таких важных вопросов, ради которых можно было бы рискнуть потребовать даже миллион. Действительно, за мной пошли научные работники Аскании-Нова, дирекция, Наркомзем Украины и Госплан.

Соответственно с этой установкой был разработан пятилетний план развития научно-исследовательской работы научных учреждений Аскании-Нова, утвержденный Наркомземом и Госпланом... Примерами вредительских установок в пятилетнем плане могут служить следующие: По степной станции: 1) огораживание 5400 га заповедной степи проволочной сеткой на железных столбах с бетонным основанием; 2) изучение природы степи без увязки с конкретными проблемами хозяйства... В 1931 году, после посещения Аскании-Нова Вавиловым, Соколовским и Слипанским встал вопрос о новой реорганизации Аскании-Нова. Вавилов совершенно правильно, хотя и несколько односторонне, определил значение Аскании-Нова, как научно-исследовательского учреждения по акклиматизации и гибридизации животных. Моя подрывная работа заключалась здесь в том, что я вместо того, чтобы пойти по пути свертывания изучения природы по интересующим меня вопросам и подчинения этих исследований задачам акклиматизации, стал отстаивать необходимость дальнейшего развития этих исследований и выделения для этого самостоятельного института. Меня поддержали Бега и Слипанский

На Станчинского и его группу ещё долгое время списывались все неудачи в научной и хозяйственной работе Аскании-Нова. 8 апреля 1937 директор Аскании-Нова А. А. Нурин направил письмо президенту ВАСХНИЛ  А. И. Муралову: 
Аскания-Нова представляет заманчивый объект для вредителей, фашистов всех мастей (...). В этом свете и нужно рассматривать группу вредителей проф. Станчинского, Гунали, Медведева, Подлуцкого и других, арестованных в 1934 г., которая стремилась отвлечь Институт от актуальных задач сельского хозяйства и направить его работу по пути отдалённой гибридизации, что не имеющей ближайшей перспективы. Выкорчевывание корней фальц-фейщины и всемерное усиление связи Института с производством, является важнейшей задачей нашего коллектива. Это борьба до сих пор велась слабо, неудовлетворительно ….
24 февраля 1934 года судебной тройкой при Коллегии ГПУ УССР Владимир Владимирович по статьям 54-11 и 54-7 УК УССР был приговорен к 5 годам исправительных работ.
Сначала Станчинский находился в тюрьме г. Харькова, в июле 1934 был направлен зоотехником в Одесскую область, в совхоз-санаторий РК милиции им. Балицкого (вблизи станции Раздельная), а с июля 1935 — в совхоз НКВД УССР им. Калинина в Бориспольский район Киевской области. Работал там хорошо, был признан лучшим ударником, награждён грамотами. Ему разрешили заниматься наукой, и он подготовил к печати 2 книги по экологии и курс зоогеографии для студентов университета.

### Освобождение весной 1936 года
В марте 1936 года Станчинский шлет прокурору по особым делам Мальцеву прошение о досрочном освобождении, 4 мая 1936 заседанием Тройки НКВД УССР Станчинского досрочно освобождают.
Некоторое время он нигде не мог устроиться на работу, однако помог знакомый Г. Л. Граве, директор Центрально-Лесного заповедника. Он взял Станчинского к себе заместителем по научной работе, и уже в июне 1936 семья Станчинского переехала в заповедник.
В Центрально-Лесном заповеднике Станчинский с удвоенной энергией ведёт ранее прерванные исследования, участвует в работе пленумов Комитета по заповедникам. Опять издаются его труды, в том числе переведенные на грузинский и украинский языки в соавторстве с профессором, известным экологом Д. Н. Кашкаровым. Число работ приближается к 100.

### Второе дело и смерть в тюрьме
В августе 1940 года сотрудники Нелидовского отделения НКВД ознакомились с томами «асканийского дела», поступившими из Киева, и установили слежку за Станчинским. Собирались доносы. Началась Великая Отечественная война. Уже на следующий день, 23 июня 1941 года, сержант госбезопасности Цветков подписал постановление и ордер № 155 на арест учёного. 29 июня начальник нелидовских чекистов сержант Бутылкин арестовывает Станчинского.
Станчинского обвинили по статье 58 — пункты 6 и 10 (часть первая) — в шпионаже и антисоветской агитации: «Весной 1941 Станчинский среди сотрудников заповедника распространял клеветнические измышления про коммунистов и также истолковывал в антисоветском духе решения XVIII партконференции». Вспомнили и «асканийское дело». Допрашивал следователь Курусенко.
Но ученый всё отрицал. И помощник прокурора МВО Козинец 6 сентября даже вынес постановление о прекращении дела. Однако через месяц, «учитывая условия военного времени», отменил своё решение и передал материалы в Особое Совещание при НКВД СССР.
1 сентября 1941 года Станчинский писал на имя председателя Особого Совещания при НКВД СССР, что осенью 1933 года он дал вымышленные показания и ввёл в заблуждение органы госбезопасности и просит пересмотреть его дело. 21 февраля 1942 года постановлением Особого Совещания при НКВД СССР по статье 58 он был приговорён к 8 годам исправительно-трудовых лагерей «за антисоветские высказывания и как социально-опасный элемент».
В Вологодской тюрьме у Станчинского развилась болезнь сердца — миокардит. 20 марта его переводят в больничную камеру № 114, а 29 марта 1942 учёный скончался. Место захоронения неизвестно.

## Вклад в науку
Станчинский стоял на грани синтеза генетики, эволюционной теории и экологии, но не был понят современниками. Он первый пришёл к идее создания биосферных заповедников и проведения в них мониторинга, разрабатывал теорию экологической дифференциации, гораздо раньше других сделал вывод, что акклиматизация основана на генетическом потенциале, на 10 лет опередил американских ученых в измерении динамики биомассы в биоценозах, пошёл дальше академиков П. П. Сушкина и М. А. Мензбира в зоогеографии, высказав мнение, что климат оказывает непосредственное влияние на распространение видов птиц, одним из первых решил, что степь является наиболее удачной лабораторией для изучения экологических законов, изобрёл специальный прибор — биоценометр. Учениками В. В. Станчинского были многие известные деятели охраны природы — Н. Т. Нечаева, С. В. Кириков, И. И. Сахно и другие.

На первой Всесоюзной Фаунистической конференции в феврале 1932 года в Ленинграде он высказал идею создания биосферных заповедников: 
Мы на Украине думали над вопросом создания такой станции (научного стационара — ВП), которая была бы связана с определенным хозяйственным районом. Тут нужно подчеркнуть, что чрезвычайно важное значение имеют заповедники, которые дают возможность сравнивать изменения, которые происходят в определенных хозяйственных условиях с тем, что происходит в природе.

## Научные труды
- Станчинский В. В. Биологический принцип в классификации // Тр. I Всерос. съезда зоологов, анатомов и гистологов. Пг., 1923;
- Станчинский В. В. Экологическое направление в зоогеографии // Там же. — С. 29-30;
- Станчинский В. В. Изменчивость организмов и её значение в эволюции. Смоленск, 1927;
- Станчинский В. В. Экологическая эволюция и формирование фауны // Тр. Смоленского о-ва естествоиспытателей и врачей. 1927. Т. 2. С. 189—204.
- Станчинский В. В. К пониманию биоценозов // Тр. Сектора экологии Зоол.-биол. ин-та при Харьковском ун-те. Харьков, 1933. Т. 1. Вып. 1. С. 20-27.
- Станчинский В. В. Задачи, содержание, организация и методы комплексных исследований в госзаповедниках // Научно-методич. зап. Комитета по заповедникам. 1938. Вып. 1. С. 28—50;
- Станчинский В. В. Экологическое направление в изучении природных комплексов-ландшафтов // Там же. Вып. 3. С. 8—23.
- Станчинский В. В. Экологическое направление в зоогеографии: задачи и методы эколого-географических исследований орнитофауны // Тр. I Всерос. съезда зоологов, анатомов и гистологов. — Пг, 1923. — С. 29-30.
- Станчинский В. В. Краеведение в Западной области и его основные задачи // Эконом. жизнь. — Смоленск, 1923. — № 1-2. — С. 5-17.
- Станчинский В. В. Современность и краеведение // Эконом. Жизнь. — 1923. — № 3. — С. 4-37.
- Станчинський В. В. Доповідь науково-експертної комісії, організованої НКО з постанови РНК від 23 липня 1925 року для обслідування державного степового заповідника «Чаплі» (Асканія-Нова) и другие материалы «доповіді» // Вісті держ. степ. заповідника «Чаплі». — 1928. — Т. 5. — С. 146—193.
- Станчинський В. В. Обслідування першого державного заповідника України «Чаплі» (Асканія-Нова) // Укр. охотник и рыболов. — 1929. — № 2. — С. 22-23.
- Станчинский В. В. О значении экологического метода в разрешении растениеводческих проблем степи // Бюл. фітотехн. станції заповідника «Чаплі». — Мелітополь, 1930. — Т. I.
- Станчинский В. В. О некоторых основных понятиях зоологии в свете современной экологии // Тр. IV Всесоюз. съезда зоологов, анатомов и гистологов в Киеве, 6-12 мая 1930 г. — Киев-Харьков, 1931. — С. 42-43.
- Станчинский В. В. 1934. Чапли (Аскания-Нова) // БСЭ. — М., 1934. — Т. 61. — С. 54-60.
- Станчинский В. В. Задачи, содержание, организация и методы комплексных исследований в госзаповедниках // Науч.-метод. зап. Комитета по заповедникам. — 1938. — Вып. I. — С. 28-50.
- Станчинский В. В. Экологическое направление в изучении природных комплексов — ландшафтов // Науч.-метод. зап. Комитета по заповедникам. — 1938. — Вып. 3. — С. 8-23.

### Архивы
- Архив РАН, ф. 1593, оп. I, д. 191, лл. 9-9 об. 86, 114.
- Архив СБ Украины, дело № 208744, дело № П-8066.
- РГАЭ, ф. 8390, оп. 2, д. 920, л. 25.
- Госархив Днепропетровской области, ф. 19, оп. I, д. 513, л. 67 об.